# Биг (остров, Канада)

Остров Биг (на английски: Big Island) е 45-ият по големина остров в Канадския арктичен архипелаг. Площта му е 803 км2, която му отрежда 56-о място срад островите на Канада. Административно принадлежи към канадската територия Нунавут. Необитаем.
Островът се намира в северната част на Хъдсъновия проток, като широкия 4-километров проток Уйат Чанъл го отделя от п-ов Мета Инкогнита на остров Бафинова земя. От запад на изток дължината му достига 63 км, а максималната му ширина в източната част е 26 км.
Бреговата му линия е силно разчленена от стотици малки заливи и полуострови и достига до 309 км. Релефът на острова представлява заоблени хълмове с максимална надморска височина до 360 м, спускащи се стръмно към северния бряг и полегато към южния, между които са разположени стотици малки езера.
Край западните, северозападните и източните брегове на острова са пръснати множество малки острови (Ема, Хай, Джует и други).
Остров Биг е открит през 1615 г. от английските мореплаватели Робърт Байлот и Уилям Бафин по време на търсенето на Северозападния морски проход.
|  | Тази страница частично или изцяло представлява превод на страницата „Биг-Айленд“ в Уикипедия на руски. Оригиналният текст, както и този превод, са защитени от Лиценза „Криейтив Комънс – Признание – Споделяне на споделеното“, а за съдържание, създадено преди юни 2009 година – от Лиценза за свободна документация на ГНУ. Прегледайте историята на редакциите на оригиналната страница, както и на преводната страница, за да видите списъка на съавторите. ВАЖНО: Този шаблон се отнася единствено до авторските права върху съдържанието на статията. Добавянето му не отменя изискването да се посочват конкретни източници на твърденията, които да бъдат благонадеждни. |